# قثعب

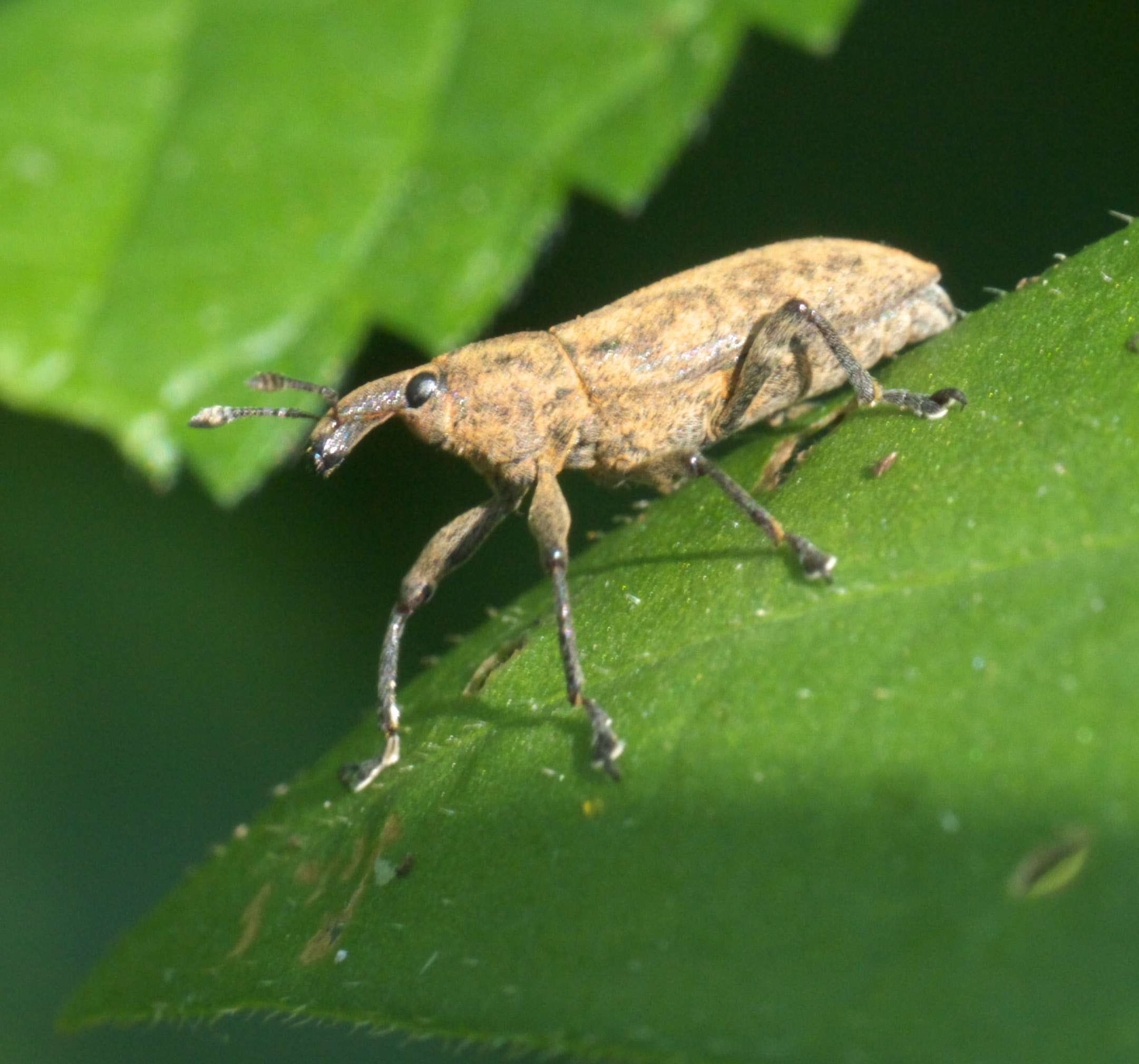

القَثعب أو القَثْعَبَان هو جنس من فصيلة السوسية الحقيقية، قام بتربيته عالم الحشرات الدنمركي يوهان كرستيان فبريسيوس في عام 1775. يوجد ما لا يقل عن 950 نوعًا موصوفًا فيه.